# Loc-Eguiner-Saint-Thégonnec
Loc-Eguiner-Saint-Thégonnec (en bretó Logeginer-Sant-Tegoneg) és un municipi francès, situat a la regió de Bretanya, al departament de Finisterre. L'any 2006 tenia 325 habitants.

## Demografia
| 1962                                       | 1968 | 1975 | 1982 | 1990 | 1999 |
| ------------------------------------------ | ---- | ---- | ---- | ---- | ---- |
| 418                                        | 381  | 366  | 332  | 319  | 336  |
| Des de 1962: població sense dobles comptes |      |      |      |      |      |

## Administració
| Període | Identitat        | Partit |
| ------- | ---------------- | ------ |
| 2001-   | Françoise Raoult |        |